# Frans-H. van den Dungen
Frans-H. van den Dungen, né à Saint-Gilles (Bruxelles), en Belgique, le 4 juin 1898 et mort à Boitsfort (Bruxelles), en Belgique, le 22 mai 1965, est un mathématicien belge, professeur à l'Université libre de Bruxelles qui a reçu le prix Francqui en sciences exactes en 1946.